# Sky Replay
Sky Replay는 영국과 아일랜드에서 송출되는 채널로, 스카이 1의 자매 채널이다.

## 연혁
2002년 설립되었다. 당시에는 Sky One Mix였다. 그러다가 2004년에 Sky Mix로 바뀌고, 2006년에는 Sky Two(2008~17년에는 Sky2)로 바뀌었다가 2020년 8월에 현재 이름이 되었다.

## 채널번호
- 스카이 UK-121번
- 버진 미디어-123번
- 톡톡 TV-34번
- 스몰월드 케이블-107번
- UPC 아일랜드-115번